# 수협은행
수협은행(水協銀行, Suhyup Bank)은 2016년 12월 1일부터 대한민국의 특수은행으로, 예금, 대출, 신용카드, 외환, 보험 등의 금융업무를 하는 은행이다. 본점은 서울특별시 송파구 신천동에 있으며, 잠실역 근처에 있다.

## 연혁
- 1962. 4. 1. 수협중앙회로 창립
- 1963. 5. 1. 여신(대출) 업무 개시
- 1964. 4. 1. 수신(예금) 업무 개시
- 1974. 6. 1. 회원조합 상호금융업무 개시
- 1991. 10. 1. 신용카드 업무 개시
- 2016. 12. 1. 수협중앙회에서 수협은행으로 분리
- 2024. 3. 4. 비씨카드 회원사 가입

## 영업점
- 수협은행 국내 영업점 및 출장소 : 128개소

| 서울 | 인천 | 부산 | 대구 | 대전 | 울산 | 광주 | 경기 | 강원 | 충북 | 충남 | 경북 | 경남 | 전북 | 전남 | 제주 | 세종 |
| ---- | ---- | ---- | ---- | ---- | ---- | ---- | ---- | ---- | ---- | ---- | ---- | ---- | ---- | ---- | ---- | ---- |
| 58   | 7    | 12   | 4    | 3    | 1    | 3    | 23   | 3    | 1    | 1    | 1    | 3    | 2    | 3    | 2    | 1    |

## 역대 은행장
- 이주형 (2009~2013)
- 이원태 (2013~2017)
- 이동빈 (2017~2020)
- 김진균 (2020~2022)
- 강신숙 (2022~2024)
- 신학기 (2024~)

## 같이 보기
- 대한민국의 금융기관 목록
- 수산업협동조합
- 비씨카드(마스터)
- 롯데카드 (은련, 비자)